# تپه گندل تپه
تپه گندل تپه در شهرستان سمنان، بخش مهدیشهر، دهستان پشتکوه، روستای فولاد محله واقع شده و این اثر در تاریخ ۲۶ اسفند ۱۳۸۷ با شمارهٔ ثبت ۲۶۰۴۱ به‌عنوان یکی از آثار ملی ایران به ثبت رسیده است.